# Cultiu axènic
En biologia, un cultiu axènic (/eɪˈzɛnɪk/, /eɪˈzinɪk/) és un tipus de cultiu en què només hi ha present una sola espècie, varietat o soca d'organisme i totalment lliure de tots els altres organismes contaminants. Els primers cultius axènics eren de bacteris o eucariotes unicel·lulars, però també són possibles cultius axènics de molts organismes pluricel·lulars. Normalment un cultiu axènic s'obté artificialment en un laboratori i és una eina important per a l'estudi d'organismes simbiòtics i paràsits en un entorn controlat. Els cultius axènics són molt estranys a la natura. Als medis naturals com el sòl, aigua, o al cos humà, hi ha cultius mixts que consisteixen en moltes i diferents espècies de forma conjunta.

## Preparació
L´obtenció d´un cultiu axènic consisteix en dues etapes. A la primera cal esterilitzar els materials per tal d'eliminar tots els microorganismes que hi són preexistents. A la segona etapa cal aïllar i cultivar un únic microorganisme i, així, produir un clon com a descendent. Els cultius axènics de microorganismes es preparen normalment mitjançant un subcultiu d'un cultiu mixt existent. Això pot implicar l'ús d'una sèrie de dilucions, en la qual un cultiu es dilueix successivament fins al punt que les submostres contenen només uns pocs organismes individuals, idealment només un individu (en el cas d'una espècie asexual). Es permet que aquests subcultius creixin fins que es pugui determinar la identitat dels seus organismes constitutius. La selecció d'aquells cultius que consisteixen únicament en l'organisme desitjat produeix el cultiu axènic. La selecció del subcultiu també pot implicar el mostreig manual de l'organisme objectiu d'un front de creixement no contaminat en un cultiu d'una altra manera mixt i utilitzar-lo com a font d'inòcul per al subcultiu.
Generalment, aquests mètodes es desenvolupen per a bacteris i fongs, no obstant això, amb unes petites modificacions poden ser aplicats també a algues i protozous. Els cultius axènics se solen revisar de manera rutinària per assegurar-se que es mantenen axènics. Un enfocament estàndard amb microorganismes és estendre una mostra del cultiu sobre una placa d'agar i incubar-la durant un període determinat. L'agar ha de ser un medi enriquit que suporti el creixement d'organismes "contaminants" comuns. Aquests organismes "contaminants" creixeran a la placa durant aquest període, identificant cultius que ja no són axènics.

## Ús experimental
Com que els cultius axènics es deriven de molt pocs organismes, o fins i tot d'un sol individu, són útils perquè els organismes presents en ells comparteixen un conjunt de gens relativament estret. En el cas d'una espècie asexual derivada d'un sol individu, el cultiu resultant hauria de consistir en organismes idèntics (tot i que alguns processos com la mutació i la transferència horitzontal de gens poden introduir un cert grau de variabilitat). En conseqüència, generalment respondran d'una manera més uniforme i reproduïble, simplificant d'aquesta manera la interpretació dels experiments.

### Problemes
Tenir un cultiu axènic permet facilitar l'estudi de certs microorganismes. Així i tot, presenta dificultats en no considerar els canvis fisiològics i morfològics que poden tenir aquests organismes en no trobar-se en el seu cultiu natural. El cultiu axènic d'alguns patògens és complicat perquè normalment es desenvolupen dins dels teixits hoste que presenten propietats difícils de replicar in vitro. Això és especialment cert en el cas dels patògens intracel·lulars. Tanmateix, la replicació acurada de les característiques clau de l'entorn hoste pot resoldre aquestes dificultats (per exemple, metabòlits hoste, oxigen dissolt), com amb el patogen de la febre Q, Coxiella burnetii.